# برانكو أوبلاك
برانكو أوبلاك، من مواليد 27 مايو 1947، لاعب كرة قدم يوغسلافي سابق، ومدرب كرة قدم سلوفيني سابق وهو والد حارس مرمى نادي أتلتيكو مدريد الإسباني ومنتخب سلوفينيا لكرة القدم يان أوبلاك
لعب مع منتخب يوغسلافيا لكرة القدم.

## وصلات خارجية
- برانكو أوبلاك على موقع الاتحاد الدولي (مؤرشف)  (الإنجليزية)
- برانكو أوبلاك على موقع الاتحاد الأوربي (الإنجليزية)
- برانكو أوبلاك على موقع قاعدة بيانات كرة القدم.إي يو (الإنجليزية)
- برانكو أوبلاك على موقع بيانات كرة القدم. دي إي (الألمانية)
- برانكو أوبلاك على موقع ناشيونال فوتبول تيمز (الإنجليزية)
- برانكو أوبلاك على موقع عالم كرة القدم.نت (الإنجليزية)